# Renward Forer
Renward Forer (* 1577 oder 9. Mai 1578 in Luzern; † nach 1625 in Mailand) war ein Schweizer Kirchenmaler und Tuchhändler. Renward Forer war in den ersten beiden Jahrzehnten nach 1600 der bedeutendste Maler der Zentralschweiz.

## Leben und Werk

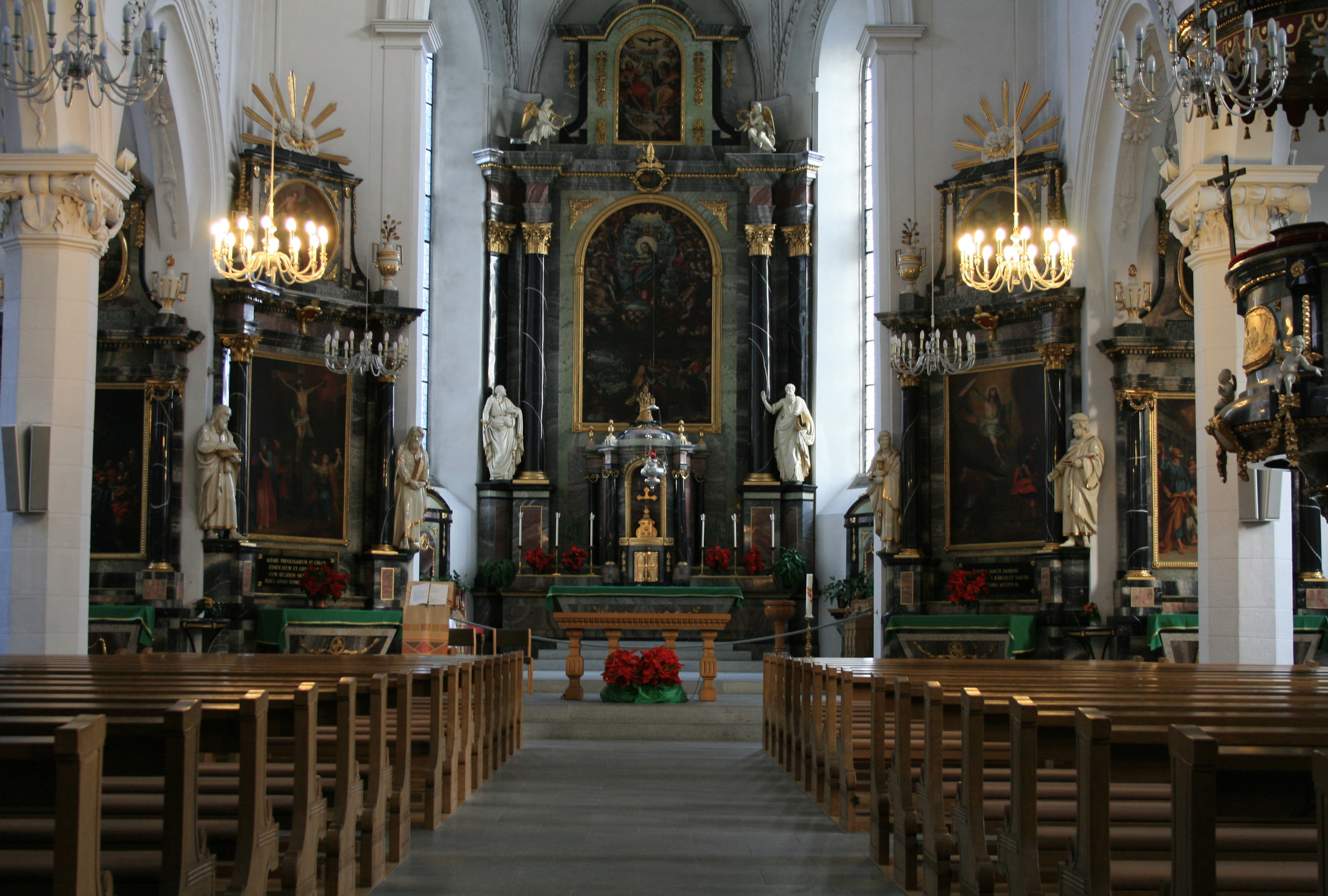
Innenraum der Stadtpfarrkirche in Baden AG

Renward Forers Vorfahren wanderten im 16. Jahrhundert aus dem Toggenburg nach Winterthur aus. Sein Vater Isaak wurde in Winterthur geboren und war über viele Jahre als Stadtapotheker in Freiburg im Breisgau tätig. 1576 siedelte er mit seiner Frau Jakobea, geborene Veistler, und den vier Söhnen auf Einladung der Behörden nach Luzern, wo ihnen 1580 das Bürgerrecht geschenkt wurde.
Von 1588 bis 1589 besuchte Forer das Jesuitengymnasium in Luzern und bildete sich später mit der Unterstützung seines Taufpaten Renward Cysat in Italien künstlerisch weiter. Er heiratete 1604 die aus Luzern stammende Elisabeth, geborene Hartmann. Zusammen hatten sie den Sohn Isak (* 1606) und vier Töchter.
1606 schuf Forer im Auftrag des Franziskanerklosters Luzern für den Hochaltar in der Franziskanerkirche das Gemälde Anbetung der Drei Könige und 1608 ein Epitaph für Katharina Pfyffer-Klauser in der Hofkirche Luzern, das 1633 zerstört wurde. 1609 malte Forer zusammen mit Hans Heinrich Wägmann die Säle des neuen Rathauses Luzern aus. 1612 schuf er die Hochaltargemälde in der Wallfahrtskirche des Klosters Werthenstein.
Unter Forers Anleitung wurde zwischen 1612 und 1617 in der Badener Stadtpfarrkirche Maria Himmelfahrt barocke Hochaltarblätter und Passionsbilder geschaffen. Nach Beendigung der Arbeiten erhielt Forer den Auftrag, auch das Schiff auszumalen, zu stuckieren und so den Chor anzupassen. Zudem malte und vergoldete er einen neuen Orgelprospekt. Für die Renovation gab der Rat von Baden insgesamt 25'000 Pfund oder 10'000 Gulden aus; davon erhielt Forer etwa die Hälfte.
Von 1625 bis 1627 schuf Forer für das Chorherrenstift St. Michael Beromünster einen Zyklus von vier Bildern, die die sogenannte Berolegende zum Inhalt hat. 1618 stellte er mit seinen Schwägern Jakob und Jost Hartmann in Luzern den Antrag, das Leinengewerbe einzuführen, was der Rat guthiess. 1622 übernahmen dieselben Partner auch die Pulverherstellung. Im gleichen Jahr siedelte er mit seiner Familie nach Mailand über, wo sich seine Spuren verlieren.